# 食品用器具材料
食品用器具材料とは、フォーク・ナイフ・コップなど、食品と接触する全ての道具に使われるプラスチック、ゴム、紙、ガラス、塗料、金属等を指す。食品と接触することで、人間の健康を害する物質が食品に移動することが考えられる為、多くの国が食品用器具の材料規制に動いている。

## 規制状況

### ヨーロッパ連合

EUで食品用器具材料で作られた事を表示するマーク

Regulation (EC) No. 1935/2004 で、全ての食品用器具材料に適用された。

### アメリカ
アメリカ食品医薬品局（FDA）の法律と、新たな法律の発行と、実際の食品器具材料の規制について記載するのは難しい。アメリカ食品医薬品局の法律について詳しく関わる人以外は、誤解の無い様に参考程度に留める。
FDAでは、以下のように三種類の規制を行っている。
- 直接的な添加物についての規制（食品添加物）
- 2次的食品添加物についての規制（加工時に一時的に添加されるが、食用時には無効化されている添加物）
- 間接的な添加物についての規制（食品に直接添加することを想定していない接着剤やパッケージなどからの添加物）

連邦規則集（CFR）の食品器具材料の規制についての内容は「21 CFR 174 」から「 21 CFR 190」に記載されている。